# Benson (Familienname)
Benson ist ein ursprünglich patronymisch gebildeter englischer Familienname mit der Bedeutung „Sohn des Benedict“.

## Namensträger

### A
- Al Benson (1908–1978), US-amerikanischer Radio-DJ, Musikpromoter und Labelbetreiber
- Alfred W. Benson (1843–1916), US-amerikanischer Politiker
- Allan Louis Benson (1871–1940), US-amerikanischer Journalist und Politiker
- Amanda Benson (* 1995), US-amerikanische Volleyballspielerin
- Amber Benson (* 1977), US-amerikanische Schauspielerin
- Ambrosius Benson (um 1495–um 1550), italienisch-belgischer Maler
- Andrew Benson (Biochemiker) (1917–2015), US-amerikanischer Biochemiker
- Andrew Benson (Produzent), britischer Fernsehproduzent
- Arthur Christopher Benson (1862–1925), englischer Schriftsteller
- Ashley Benson (* 1989), US-amerikanische Schauspielerin und Model
- Ashley Benson (Volleyballspielerin) (* 1989), US-amerikanische Volleyballspielerin

### B
- Ben Benson (1915–1959), US-amerikanischer Autor
- Bob Benson (1883–1916), englischer Fußballspieler
- Bobby Benson (1922–1983), nigerianischer Jazz- und Unterhaltungsmusiker
- Brendan Benson (* 1970), US-amerikanischer Sänger und Songschreiber
- Byron Benson (1832–1888), US-amerikanischer Unternehmer

### C
- Carville Benson (1872–1929), US-amerikanischer Politiker
- Christian Benson. australischer Künstler der elektronischen Tanzmusik, siehe Luude
- Clifford Benson (1946–2007), englischer Pianist
- Clara Benson (1875–1964), kanadische Chemikerin und Hochschullehrerin
- Constantine Walter Benson (1909–1982), britischer Ornithologe
- Craig Benson (Politiker) (* 1954), US-amerikanischer Politiker
- Craig Benson (Schwimmer) (* 1994), britischer Schwimmer
- Craig H. Benson, US-amerikanischer Bauingenieur für Geotechnik

### E
- Edward Frederic Benson (E. F. Benson; 1867–1940), englischer Autor
- Edward White Benson (1829–1896), britischer Geistlicher, Erzbischof von Canterbury
- Edgar Benson (1923–2011), kanadischer Politiker und Diplomat
- Egbert Benson (1746–1833), US-amerikanischer Politiker
- Eleni Benson (* 1983), griechische Fußballspielerin
- Elizabeth Benson (1888–1976), südafrikanische Bildhauerin
- Elmer Austin Benson (1895–1985), US-amerikanischer Politiker
- Ezra Taft Benson (1899–1994), US-amerikanischer Politiker

### F
- Frank Benson (Schauspieler) (1858–1939), englischer Theaterschauspieler und Tennisspieler
- Frank W. Benson (Frank Williamson Benson; 1858–1911), US-amerikanischer Politiker
- Frank Weston Benson (1862–1951), US-amerikanischer Maler
- Fred Benson (* 1984), ghanaisch-niederländischer Fußballspieler

### G
- Gale Benson (1944–1972), britisches Model
- Gayle Benson (* 1947), US-amerikanische Milliardärin, Geschäftsfrau und Eigentümerin von Sport-Franchises
- George Benson (* 1943), US-amerikanischer Jazz-Gitarrist und Sänger
- George Benson (Saxophonist) (1929–2019), US-amerikanischer Jazz- und Studiomusiker
- George Hikah Benson, ghanaischer Politiker
- Gerard Benson († 2014), britischer Dichter
- Gordon Benson (* 1994), englischer Triathlet

### H
- Helen Benson (1886–1964), neuseeländische Professorin für Hauswirtschaftslehre und frauenpolitisch engagierte Frau
- Henry Benson (Politiker), englischer Politiker
- Henry Benson (General) (1818–1892), britischer General
- Henry Benson, Baron Benson (1909–1995), britischer Politiker
- Henry Lamdin Benson (1854–1921), US-amerikanischer Politiker und Jurist
- Herbert Benson (1935–2022), US-amerikanischer Mediziner
- Howard Benson (* 1956), US-amerikanischer Musikproduzent
- Hugh H. Benson (* 1956), US-amerikanischer Philosophiehistoriker

### I
- Ivy Benson (1913–1993), britische Musikerin und Bandleaderin

### J
- Jack L. Benson (1920–2009), US-amerikanischer Klassischer Archäologe
- Joanne Benson (* 1943), US-amerikanische Politikerin
- Jodi Benson (* 1961), US-amerikanische Schauspielerin, Synchronsprecherin und Sopranistin
- Johanna Benson (* 1990), namibische Läuferin und paralympische Athletin
- John Benson (Schauspieler) (1916–1997), US-amerikanischer Schauspieler
- John Benson (Fußballspieler) (1942–2010), schottischer Fußballspieler und -trainer
- John Benson (Tennisspieler) (* vor 1981), US-amerikanischer Tennisspieler
- John Benson (Verleger) († 1667), Londoner Buchhändler und Verleger
- Johnny Benson (* 1963), US-amerikanischer Rennfahrer
- Joseph Benson (Geistlicher) (1749–1821), englischer Methodist
- Joseph Benson (Filmproduzent) (* vor 1982), US-amerikanischer Markenstratege, Unternehmer, Filmregisseur und Autor
- Julia Benson (* 1979), kanadische Schauspielerin
- Justin Benson (* 1983), US-amerikanischer Regisseur, Drehbuchautor und Editor

### K
- Kris Benson (* 1974), US-amerikanischer Baseballspieler
- Kurt Benson (1902–1942), deutscher SS-Oberführer

### L
- Lyman David Benson (1909–1993), US-amerikanischer Botaniker

### M
- Margaret Benson (1865–1916), britische Archäologin
- Mary Benson (1841–1918), englische Dame der Gesellschaft und Frauenrechtlerin
- Mark Benson (vor 1914–nach 1922), tschechoslowakisch-sudetendeutscher Ingenieur
- Martin Benson (1918–2010), britischer Schauspieler
- Mina Benson Hubbard (1870–1956), kanadische Forschungsreisende

### N
- Nick Benson (* 1994), US-amerikanischer Schauspieler

### O
- Oliver Benson (* 1965), deutscher Physiker

### R
- Ragnar Benson (* 1938), US-amerikanischer Schriftsteller
- Ralf Benson (* 1973), deutscher Schauspieler
- Raymond Benson (* 1955), US-amerikanischer Schriftsteller
- Renaldo Benson (1936–2005), US-amerikanischer Sänger
- Richard Benson (1924–1982), italienischer Filmregisseur, siehe Paolo Heusch
- Richard Benson (Schriftsteller), britischer Schriftsteller
- Richard Benson (Musiker) (1955–2022), britisch-italienischer Gitarrist
- Robbie Benson (* 1992), irischer Fußballspieler
- Robby Benson (* 1956), US-amerikanischer Schauspieler und Regisseur
- Robert Benson, 1. Baron Bingley († 1731), englischer Staatsmann
- Robert Benson (Eishockeyspieler) (1894–1965), kanadischer Eishockeyspieler
- Robert Bernard Benson (1904–1967), britischer Insektenkundler
- Robert Hugh Benson (1871–1914), englischer Geistlicher und Schriftsteller
- Robert L. Benson (1925–1996), US-amerikanischer Historiker
- Robert William Benson (1883–1916), englischer Fußballspieler, siehe Bob Benson
- Robin Benson (* 1929), irischer Segler

### S
- Sally Benson (1897–1972), US-amerikanische Drehbuchautorin
- Samuel P. Benson (1804–1876), US-amerikanischer Politiker
- Seth B. Benson (1905–2005), US-amerikanischer Biologe und Hochschullehrer
- Shaun Benson (* 1976), kanadischer Schauspieler
- Sheri Benson, kanadische Politikerin
- Sidney W. Benson (1918–2012), US-amerikanischer Physikochemiker
- Sigrid Bernson (* 1988), schwedische Sängerin und professionelle Tänzerin
- Stephan Benson (* 1964), deutscher Schauspieler, Autor, Synchron-, Hörspiel- und Hörbuchsprecher
- Stephen Allen Benson (1816–1865), liberianischer Politiker, Präsident 1856 bis 1864
- Stella Benson (1892–1933), englische Schriftstellerin
- Steve Benson (1954–2025), US-amerikanischer Karikaturist
- Steve Benson, Pseudonym von Dieter Bohlen (* 1954), deutscher Musiker und Produzent
- Stuart Benson (* 1981), britischer Bobfahrer
- Suzanne M. Benson  (* 20. Jahrhundert), VFX-Produzentin

### T
- Tom Benson (1927–2018), US-amerikanischer Unternehmer und Besitzer des NFL-Teams New Orleans Saints
- Tony Benson (* 1942), australischer Langstreckenläufer
- Troy Benson (* 1970), US-amerikanischer Freestyle-Skiläufer

### W
- Warren Benson (1924–2005), US-amerikanischer Komponist, Perkussionist und Musikpädagoge
- Wendy Benson (* 1971), US-amerikanische Schauspielerin
- Willem Benson (* um 1521; † 1574), flämischer Maler der Renaissance
- William Benson (Architekt) (1682–1754). britischer Architekt, Geschäftsmann und Politiker
- William Arthur Smith Benson (1854–1924), englischer Kunsthandwerker und Designer
- William Henry Benson (1803–1870), britischer Zoologe
- William Shepherd Benson (1855–1932), US-amerikanischer Admiral
- Willy Benson (* 1987), neuseeländischer Schwimmer

### Z
- Zach Benson (* 2005), kanadischer Eishockeyspieler